# Gérard Prunier
Gérard Prunier (* 14. Oktober 1942) ist ein Historiker und Ostafrikaspezialist.
Gerard Prunier ist seit 1984 Wissenschaftler am Centre national de la recherche scientifique in Paris und von 2001 bis 2006 Direktor des Centre Français des Études Éthiopiennes in Addis Abeba.

## Publikationen (Auswahl)
- als Herausgeber mit Eloi Ficquet: Understanding Contemporary Ethiopia: Monarchy, Revolution and the Legacy of Meles Zenawi. C. Hurst, London 2015, ISBN 978-1-84904-261-1.

Gerard Prunier, Eloi Ficquet
- Africa’s world war. Congo, the Rwandan genocide, and the making of a continental catastrophe. Oxford University Press, Oxford/New York 2009, ISBN 978-0-19-537420-9.
- Darfur. Der „uneindeutige“ Genozid. Hamburger Edition, Hamburg 2006, ISBN 978-3-936096-66-8.
- From Genocide to Continental War: The "Congolese" Conflict and the Crisis of Contemporary Africa. C. Hurst & Co, 2006, ISBN 1-85065-523-5.
- The Rwanda Crisis: History of a Genocide. Columbia University Press, New York 1995, ISBN 0-231-10408-1.